# Jerzy Kolecki

Herb Rabki-Zdroju

Jerzy Kolecki (ur. 25 lipca 1925 we Wróblowicach, zm. 15 czerwca 2018 w Rabce-Zdroju) – polski nauczyciel, malarz, współzałożyciel i wieloletni dyrektor Teatru Lalek Rabcio i twórca herbu Rabki-Zdroju.

## Życiorys
W latach 1942–1945 był żołnierzem Armii Krajowej  ps. „Liść” w placówce „Cecylia” na terenie Pogórza Ciężkowickiego. Po wojnie ukończył studia w Akademii Sztuk Pięknych im. Jana Matejki w Krakowie (1947–1952). Po zakończeniu studiów zamieszkał w Rabce, gdzie został zatrudniony w tamtejszym Teatrze Lalek Rabcio - najpierw jako aktor (1953–1961), a następnie jako scenograf i dyrektor placówki (1961–1976). Jednocześnie pracował jako nauczyciel: najpierw w Liceum Pedagogicznym dla Wychowawczyń Przedszkoli w Rabce (1962–1973), a następnie w rabczańskim punkcie konsultacyjnym Wyższej Szkoły Pedagogicznej w Krakowie (1975–1985). Ponadto w latach 1963–1973 był współpracownikiem Powiatowego Domu Kultury w Nowym Targu.
W 1964 roku zaprojektował herb Rabki-Zdroju, który został oficjalnie przyjęty przez miasto podczas plebiscytu w 1975 roku. Był autorem 45 scenografii od przedstawień teatrów lalkowych na terenie całego kraju. Wykonywał również inne prace plastyczne oraz malował. Swoje obrazy darował licznym rabczańskim instytucjom (szpitalom, szkołom). Wykonywał również malowidła o charakterze sakralnym, m.in. nieistniejący już fresk nad ołtarzem głównym w kościele św. Teresy od Dzieciątka Jezus w Rabce oraz stacje drogi krzyżowej w kościołach w Ciężkowicach, Gromniku, Rabce-Zarytem, Międzybrodziu Bialskim oraz Andrychowie. Jeden z jego obrazów - „Matka Boska Partyzancka” - namalowany dla byłych żołnierzy AK, został podarowany Janowi Pawłowi II i znajduje się w zbiorach watykańskich. Prace Jerzego Koleckiego były wystawiane na licznych wystawach krajowych oraz zagranicznych (RFN, Jugosławia, Węgry).

## Odznaczenia i nagrody
Za swe zasługi Jerzy Kolecki został odznaczony Krzyżem Kawalerskim Orderu Odrodzenia Polski, Krzyżem Partyzanckim, Medalem Komisji Edukacji Narodowej, Orderem Uśmiechu oraz Odznaką „Zasłużony Działacz Kultury” i złotą odznaką „Za zasługi dla województwa nowosądeckiego”. Otrzymał również Nagrody Prezesa Rady Ministrów za twórczość artystyczną dla dzieci i młodzieży (1974, 1985) oraz nagrodę wojewódzką za upowszechnianie kultury (1973). W 2008 roku otrzymał tytuł Honorowego Obywatela Miasta Rabka-Zdrój.